# Casa de campo de Thomas Hardy

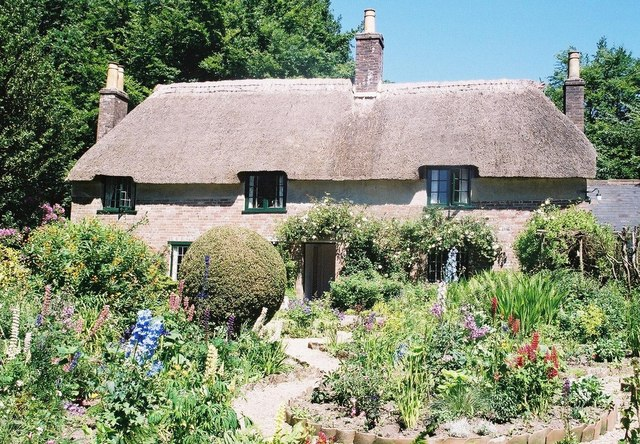
La casa de campo de Thomas Hardy

La casa de campo de Thomas Hardy (en inglés: Thomas Hardy's Cottage), ubicada en Higher Bockhampton (Dorset, Inglaterra), al este de Dorchester, la capital del condado, fue el lugar de nacimiento del autor británico Thomas Hardy (1840-1928). El escritor vivió en ese lugar hasta sus 34 años de edad y durante ese tiempo publicó las novelas Remedios desesperados, Bajo la verde fronda, Unos ojos azules y Lejos del mundanal ruido, publicadas en 1871, 1872, 1873 y 1874 respectivamente. En la actualidad, pertenece a la National Trust.